# Pablo Vegetti
Pablo Ezequiel Vegetti Pfaffen (Santo Domingo, 15 de outubro de 1988) é um futebolista argentino que atua como centroavante. Atualmente joga no Vasco da Gama.

## Carreira

### Início

#### Villa San Carlos
Após se destacar por clubes amadores da Argentina, o centroavante (que não fez base em nenhuma equipe, já que pretendia fazer faculdade de Ciências Contábeis e de Educação Física), ingressou tardiamente no futebol profissional - com 23 anos - através do modesto Villa San Carlos em 2012. Logo em sua temporada de estreia, foi campeão e artilheiro da Primera B Metropolitana (terceira divisão do futebol argentino), garantindo o acesso inédito do clube à segunda divisão argentina. Momentos depois de sua primeira conquista como jogador de futebol, o jogador afirmou:
| “ | O que conquistamos é algo muito importante e com o passar do tempo ganhará maior magnitude e importância. Fizemos história e você tem que saber aproveitar. Fizemos um esforço enorme num clube humilde que cresce a passos largos. | ” |

### Futebol Chileno e retorno

#### Rangers de Talca
Suas atuações chamaram a atenção do Rangers de Talca, clube da Primeira Divisão Chilena, que em agosto de 2013, adquiriu 50% do passe do atleta.

#### Ferro Carril
No país vizinho, o jogador teve uma passagem curta e sem brilho, voltando ao país natal para disputar a Primera B Nacional (segunda divisão argentina) pelo Ferro Carril Oeste, após apenas seis meses no Chile.
No elenco do Ferro, Pablo dividiu o vestiário com um futuro Campeão do Mundo em começo de carreira. Durante o período que atuou na equipe, o atacante esteve em campo com Marcos Acuña, que futuramente ajudaria a Seleção Argentina a quebrar um longo jejum de títulos.

### Primera División e declínio

#### Gimnasia
Apesar dos números tímidos (seis gols em 21 jogos) na equipe do Ferro Carril, o atacante chamou a atenção do Gimnasia La Plata que o contratou em julho de 2014 para a disputa da Primera División. Em sua estreia na elite do futebol argentino, o centroavante não conseguiu se firmar como titular absoluto da equipe, porém marcou gols importantes contra equipes gigantes do país, como nas vitórias fora de casa por 2-0 sobre Boca Juniors e San Lorenzo, e no empate em 1 a 1 contra o River Plate. Na equipe de La Plata, o jogador também disputou sua primeira competição internacional, a Copa Sul-Americana de 2014.

#### Colón
Após o fim da temporada, o centroavante foi emprestado à equipe do Colón, clube do qual o atacante nunca escondeu ser um torcedor. A trajetória pela equipe de Santa Fé, porém foi bastante apagada, com apenas 19 partidas e dois gols marcados. Sobre sua passagem pelo time do coração, Vegetti declarou à uma rádio local:
| “ | É muito difícil jogar no clube do qual se é torcedor. Lamento ter ido para o Colón, porque perdi o fanatismo e a paixão que tinha. | ” |

#### Boca Unidos
Após o final do ano de 2016, o centroavante retornou ao Gimnasia, onde também obteve poucas oportunidades, fazendo-o retornar a segunda divisão em 2017 para defender as cores do Boca Unidos.

### Instituto
Em 2018, foi contratado pelo Instituto Central Córdoba para a disputa da Primera B Nacional, competição onde havia conseguido uma boa média de gols (9 gols em 22 jogos) na temporada anterior pelo Boca Unidos. Apesar da má campanha da equipe, o centroavante foi o artilheiro da edição 2018-19 da competição, com 15 gols em 23 jogos, e logo chamou a atenção de outra equipe da cidade, o Belgrano, entrando em seguida em um acordo para a sua transferência ao rival.

### Belgrano

#### 2019-22 (Primera B Nacional)
Sob olhares de desconfiança por vir diretamente de um rival local, Vegetti chegou ao Belgrano em 2019 para a disputa da Primera B Nacional, e logo em sua temporada de estreia pela equipe celeste, fez questão de afastar a desconfiança através dos seus gols, marcando 17 vezes em 28 jogos, sem conseguir entretanto o acesso a elite do futebol argentino.
Na temporada seguinte, o centroavante manteve a boa média de gols com 16 tentos em 31 partidas, sendo o vice-artilheiro da competição, porém ainda não obteve o desejado acesso, com sua equipe terminando na 6ª colocação do Grupo-A, à cinco pontos da classificação para o Torneo Reducido (play-off que define o acesso para a primeira divisão).
Em 2022, foi o principal nome da campanha do título inédito e acesso à elite do Campeonato Argentino, sendo o capitão da equipe e artilheiro da competição com 17 gols, além de ser decisivo no jogo do acesso contra o Brown de Adrogué, marcando dois gols na vitória do seu clube por 3–2. Após o jogo inesquecível, o atleta deixou algumas palavras sinceras:
| “ | Acho que não levamos em conta o que conseguimos. Coisas assim não têm preço. Minha relação com as pessoas é muito especial e todo carinho é retribuído: me considero mais um torcedor do Belgrano. | ” |

#### 2023 (Primera División)
Em 2023, o jogador viveu aos 34 anos o melhor momento de sua carreira até então, sendo o artilheiro do Campeonato Argentino, se tornando assim o primeiro jogador a ser artilheiro das duas principais divisões do futebol argentino em anos seguidos e também o primeiro jogador a alcançar a artilharia das três principais divisões do futebol argentino.
Ao todo, pelo clube de Córdoba, Vegetti somou 63 gols em 123 partidas, se tornando um grande ídolo da torcida e atingindo o status de segundo maior artilheiro da história do clube por competições da AFA, ficando atrás apenas do grande ídolo Luis Fabián Artime, que foi o presidente do clube durante todo o período em que Vegetti esteve por lá.

### Vasco da Gama

#### 2023
Em 4 de agosto de 2023, foi anunciado como novo reforço do Vasco da Gama. O centroavante argentino de 34 anos, foi adquirido junto ao Belgrano por 1,1 milhão de dólares e assinou contrato até julho de 2024. Em razão da contratação ter sido efetivada de forma relâmpago no último dia da janela de transferências, o Cruzmaltino optou por inscrever a transferência como empréstimo com obrigação de compra caso o jogador cumpra uma meta simples (que não foi divulgada), por não haver tempo hábil para uma transferência em definitivo.
Antes de assinar com o Gigante, Vegetti acordou valores com o América Mineiro. O time e o atleta tinham tudo acertado, mas ainda faltava o Coelho acertar a multa e a rescisão com o Belgrano. O acordo não foi possível, e o time mineiro viu o Vasco avançar na negociação pagando o pedido da equipe argentina. Quando o atacante viu o interesse do clube carioca, o próprio comunicou aos diretores argentinos o desejo de sua liberação, e o pedido foi atendido.
Em sua apresentação na equipe carioca, Vegetti falou sobre o seu sentimento e motivação  em chegar ao clube para a disputa do Brasileirão:
| “ | Senti que era o momento de partir diante de uma oportunidade tão bonita como a do Vasco da Gama, um clube de nível mundial, conhecido, com muita torcida. O Campeonato Brasileiro também é muito importante a nível mundial, e eu vi como uma grande oportunidade para seguir crescendo. Eu chego com muita responsabilidade e alegria. | ” |

O jogador chegou ao clube numa quinta-feira e teve somente dois dias de treino antes de sua estreia, onde vindo do banco de reservas, precisou de apenas 16 minutos em campo para marcar o gol da vitória de sua equipe por 1-0 sobre o Grêmio e encerrar um jejum de quase 8 jogos (mais de 700 minutos) do Vasco sem marcar um gol em São Januário, se tornando ainda o primeiro argentino a marcar o gol da vitória em uma estreia pelo Campeonato Brasileiro. No jogo seguinte, diante do Red Bull Bragantino, o atacante marcou novamente, ajudando sua equipe a conseguir um importante empate por 1–1 fora de casa pelo certame nacional.
O Pirata (recebeu esse apelido após comemorar cobrindo um dos olhos com a mão, referenciado seu clube anterior) continuou a exibir bom futebol, participando de todos os gols do Vasco durante as 5 partidas que fez inicialmente, e, no dia 10 de setembro de 2023, o atacante foi comprado pela equipe vascaína. O contrato, inicialmente de empréstimo, já previa a compra mediante o valor de 1,1 milhão de dólares. Seu contrato então valerá até 2025.
Vegetti foi essencial para a permanência da equipe vascaína na primeira divisão. O jogador marcou 10 gols em 21 partidas, obtendo demasiado destaque com seu primeiro doblete no clube na 24ª rodada. Ao final do campeonato, o Vasco assegurou a 15ª posição no Brasileirão.

#### 2024
Na metade do segundo mês de 2024, o atacante renovou seu vinculo com o clube carioca até o findar do ano seguinte. As negociações se estenderam por meses, o que atraiu o interesse de outros times brasileiros. Paralelo a isso, Vegetti vivia um momento de seca de gols desde o começo da pré-temporada. Na ocasião, o argentino passou o mês de janeiro inteiro sem balançar as redes pelo Vasco.
O fim da seca de gols aconteceu em 18 de fevereiro de 2024, na 9ª rodada do Campeonato Carioca. No Clássico da Amizade, Pablo marcou um doblete na virada do Vasco diante o Botafogo por 4 a 2. Nas próximas duas rodadas, o argentino venceu o goleiro adversário e marcou uma vez em cada partida. Desse modo, ajudou a garantir o clube nas semifinais do Estadual; onde foi eliminado para o Nova Iguaçu sem ter realizado nenhum tento contra o time laranja.
O Vasco teve um início ruim no Campeonato Brasileiro. A equipe venceu o jogo de estreia contra o Grêmio, mas amargou quatro derrotas consecutivas, incluindo um 4 a 0 contra o Criciúma em São Januário (partida que culminou na demissão do treinador Ramón Díaz). Apesar disso, Vegetti conseguia ser um jogador com uma constância, tendo marcado três gols nas primeiras seis rodadas e tornou-se o artilheiro do Brasileirão nesse período.
O Campeonato seguiu, e o Vasco chegou a marca de sete derrotas em dez jogos, tendo demitido seu segundo treinador nesse período: o português Álvaro Pacheco. Na 11ª rodada, sob o comando interino de Rafael Paiva, o jogador retornou aos gramados após cumprir suspensão de um jogo por cartão amarelo e assumiu a braçadeira de capitão do time pela primeira vez. Léo Pelé, o líder anterior, foi sacado do time titular e coube ao atacante assumir a posição de liderança; algo que já havia feito nos tempos de Belgrano. No jogo, apesar de não estufar as redes, foi titular na vitória de 4 a 1 diante o São Paulo.
Vegetti então, firmado como capitão do Vasco, continuou suas performances tendo dois momentos de seca de gols. Após marcar gols nos jogos contra o Botafogo e Fortaleza, entre os meses de maio e junho, o argentino só voltou a vencer um goleiro adversário no mês de agosto, ao ajudar em uma vitória por 2 a 0 contra o Fluminense. Após isso, fizera mais dois gols no mês de setembro, e só reencontrou o caminho dos tentos no mês de dezembro. Lá, fizera três gols em duas rodadas, sendo um doblete contra o Cuiabá na jornada que encerrou o Campeonato.
Mesmo com uma temporada que o Vasco assumiu quatro treinadores ao longo do Brasileirão, Vegetti foi uma figura frequente nas equipes de todos eles. Assim, conseguiu chegar a marca de 12 gols em 35 partidas, três tentos a menos que os artilheiros da Liga Brasileira.
Paralelo ao início ruim no Brasileirão, o jogador também teve momentos intensos na Copa do Brasil. Ele estreou na competição no dia 27 de fevereiro contra Marcílio Dias, e lá fizera um gol na vitória por 3 a 1 do Cruzmaltino. Desse modo, Pablo tornou-se um dos dez maiores artilheiros estrangeiros do Vasco da Gama, com 14 gols marcados.
No jogo seguinte, marcou um gol contra o Água Santa, e converteu sua cobrança na disputa por pênaltis. Na partida de volta contra o Fortaleza, o clube novamente teve de ir às penalidades, já que empatou o jogo em 3 a 3, sendo dois desses tentos feitos por Pablo. O time novamente conseguiu a classificação e o centroavante chegou a ser o artilheiro isolado da competição do início até o final dela.
O atleta continuou suas boas performances fazendo gols em todas as Fases da Competição. Indo até Goiânia, o atacante marcou um tento no jogo de ida diante o Atlético Clube Goianiense. Nas quartas de final, marcou um gol na Ligga Arena e garantiu o resultado que levara o jogo aos pênaltis. Nas cobranças, ele acertou o chute decisivo e colocou a equipe carioca na semifinal pela primeira vez desde 2011. Após perderem a partida de ida por 2 a 1 contra o Clube Atlético Mineiro, os vascaínos buscaram reverter a situação em São Januario; em uma cobrança de pênalti, o atacante argentino fizera o único gol do time no jogo e estava levando a partida para uma Cobrança de Pênaltis novamente. Contudo, aos 38 minutos do segundo tempo, Hulk acertou um chute de fora da área e garantiu o Galo na decisão.
Por fim, o capitão encerrou a época como a principal peça ofensiva do clube carioca. Com 23 gols em 54 partidas, o atacante tornou-se o artilheiro da equipe e assumiu um papel fundamental no comando do Vasco, pois a braçadeira de capitão não foi trocada em nenhum momento em que ele começou o jogo de titular. O ano de 2024 também marcou o seu período com mais tentos em um único ano – dois gols além dos que fizera em 2021.

#### 2025
A reta final do ano anterior foi de muitas especulações para o atacante argentino. Já nas últimas semanas do ano, o atacante buscava uma renovação com o clube e uma valorização salarial. Seu empresário trabalhava para que esse acordo fosse firmado, o que também gerou o interesse de outros times. Na ocasião, de acordo com o presidente tricolor, o representante de Vegetti procurou o Fluminense para oferecê-lo e coube ao presidente Flu ligar para o dono do mesmo cargo da equipe vascaína e indagá-lo sobre uma possível venda. As conversas não fluíram e o ato do argentino gerou um descontentamento com a torcida do time de São Januário. Em sua rede social, o artilheiro cruzmaltino afirmou que "cada um acredita no que quer acreditar" e partiu para suas férias de fim de ano.
Ao retornar, houve novamente uma incerteza em sua permanência, pois a equipe carioca buscava reforçar alguns setores da equipe, mas, de acordo com notícias da época, Pablo pedia cerca de 1 milhão de salário para renovar com o clube. A diretoria negociou com o seu atacante por muitas semanas até que fosse acordado um valor inferior. Antes de Vegetti selar o novo contrato com o Vasco, ele afirmou em uma entrevista pós-jogo que não havia pedido o valor milionário à diretoria para permanecer lá. Assim, no dia 7 de fevereiro de 2025, foi publicado no BID da CBF a extensão do vínculo com o centroavante – que agora defenderia o clube do Rio de Janeiro até 2026.
Seu início de ano na equipe foi positivo em números. O atacante participou de todas as partidas, desde o fim da pré-temporada, do Campeonato Carioca e chegou a marca de seis gols em dez partidas, tornando-o o artilheiro da competição junto de Max, do Sampaio Correa e Germán Cano, do Fluminense. Dentre as partidas do centroavante, destacam-se os dois dobletes que fizera contra a Portuguesa e o Volta Redonda. O Vasco, na campanha, rumou até a semifinal, mas foram eliminados diante o Flamengo. Vegetti também marcou presença na Seleção do Campeonato.
A Câmara dos vereadores do Rio concedeu o título de Cidadão Honorário do Município do Rio de Janeiro ao atleta, pelos relevantes serviços prestados ao clube carioca. A iniciativa foi do vereador Salvino Oliveira (PSD), torcedor do clube.

## Vida Pessoal
Pablo é filho de um caminhoneiro com uma professora de Educação Física. Em sua infância, na cidade argentina de Santa Fé, começou a jogar futebol, ainda que esse não fosse seu objetivo para o futuro naquele momento. Seguindo os passos de sua irmã mais velha, Vegetti entrou em uma faculdade. Porém, ainda que tivesse ingressado em duas, abandonou ambas em momentos diferentes da vida para, enfim, se dedicar ao esporte.
Como não fizera nenhuma base, o jogador custou muito até conseguir vaga em uma equipe profissional. Todavia, quando conseguiu, deixou seus pais orgulhosos, e eles trataram de fazer uma viagem para acompanharem a assinatura de contrato de Vegetti. Contudo, nessa viagem, houve um acidente que quase ceifou a vida de seus progenitores. Nesse momento, Pablo quase desistiu da carreira para cuidar deles, mas sua irmã o convenceu do contrário.
Pablo Vegetti é pai de um menino chamado Vittorio, nascido em 2022, que é fruto de um relacionamento com a psicóloga Joselina Bonetti. O casal começou o seu relacionamento em 2011.
Pablo é católico e representa sua religião com uma tatuagem de Nossa Senhora no braço direito. Ele também é amigo do comediante argentino Camilo Nicolás.

## Estatísticas
- Atualizado até 10 de agosto de 2025

| Clube             | Div.              | Temporada         | Campeonato nacional | Campeonato nacional | Copa nacional[a] | Copa nacional[a] | Copa internacional[b] | Copa internacional[b] | Campeonato estadual[c] | Campeonato estadual[c] | Total | Total |
| Clube             | Div.              | Temporada         | Jogos               | Gols                | Jogos            | Gols             | Jogos                 | Gols                  | Jogos                  | Gols                   | Jogos | Gols  |
| ----------------- | ----------------- | ----------------- | ------------------- | ------------------- | ---------------- | ---------------- | --------------------- | --------------------- | ---------------------- | ---------------------- | ----- | ----- |
| Villa San Carlos  | 3.ª               | 2012-13           | 40                  | 24                  | —                | —                | —                     | —                     | —                      | —                      | 40    | 24    |
| Villa San Carlos  | Total             | Total             | 40                  | 24                  | 0                | 0                | 0                     | 0                     | 0                      | 0                      | 40    | 24    |
| Rangers de Talca  | 1.ª               | 2013-14           | 16                  | 2                   | 3                | 1                | —                     | —                     | —                      | —                      | 19    | 3     |
| Rangers de Talca  | Total             | Total             | 16                  | 2                   | 3                | 1                | 0                     | 0                     | 0                      | 0                      | 19    | 3     |
| Ferro Carril      | 2.ª               | 2013-14           | 20                  | 6                   | 1                | 0                | —                     | —                     | —                      | —                      | 21    | 6     |
| Ferro Carril      | Total             | Total             | 20                  | 6                   | 1                | 0                | 0                     | 0                     | 0                      | 0                      | 21    | 6     |
| Gimnasia La Plata | 1.ª               | 2014              | 18                  | 7                   | 1                | 0                | 2                     | 0                     | —                      | —                      | 21    | 7     |
| Gimnasia La Plata | 1.ª               | 2015              | 14                  | 1                   | —                | —                | —                     | —                     | —                      | —                      | 14    | 1     |
| Gimnasia La Plata | 1.ª               | 2016-17           | 13                  | 0                   | 2                | 1                | —                     | —                     | —                      | —                      | 15    | 1     |
| Gimnasia La Plata | Total             | Total             | 45                  | 8                   | 3                | 1                | 2                     | 0                     | 0                      | 0                      | 50    | 9     |
| Colón             | 1.ª               | 2015              | 15                  | 2                   | —                | —                | —                     | —                     | —                      | —                      | 15    | 2     |
| Colón             | 1.ª               | 2016              | 3                   | 0                   | 1                | 0                | —                     | —                     | —                      | —                      | 4     | 0     |
| Colón             | Total             | Total             | 18                  | 2                   | 1                | 0                | 0                     | 0                     | 0                      | 0                      | 19    | 2     |
| Boca Unidos       | 2.ª               | 2017-18           | 22                  | 9                   | —                | —                | —                     | —                     | —                      | —                      | 22    | 9     |
| Boca Unidos       | Total             | Total             | 22                  | 9                   | 0                | 0                | 0                     | 0                     | 0                      | 0                      | 22    | 9     |
| Instituto         | 2.ª               | 2018-19           | 23                  | 15                  | —                | —                | —                     | —                     | —                      | —                      | 23    | 15    |
| Instituto         | Total             | Total             | 23                  | 15                  | 0                | 0                | 0                     | 0                     | 0                      | 0                      | 23    | 15    |
| Belgrano          | 2.ª               | 2019-20           | 27                  | 17                  | 1                | 0                | —                     | —                     | —                      | —                      | 28    | 17    |
| Belgrano          | 2.ª               | 2021              | 31                  | 16                  | —                | —                | —                     | —                     | —                      | —                      | 31    | 16    |
| Belgrano          | 2.ª               | 2022              | 34                  | 17                  | 3                | 0                | —                     | —                     | —                      | —                      | 37    | 17    |
| Belgrano          | 1.ª               | 2023              | 27                  | 13                  | —                | —                | —                     | —                     | —                      | —                      | 27    | 13    |
| Belgrano          | Total             | Total             | 119                 | 63                  | 4                | 0                | 0                     | 0                     | 0                      | 0                      | 123   | 63    |
| Vasco da Gama     | 1.ª               | 2023              | 21                  | 10                  | —                | —                | —                     | —                     | —                      | —                      | 21    | 10    |
| Vasco da Gama     | 1.ª               | 2024              | 35                  | 12                  | 10               | 7                | —                     | —                     | 9                      | 4                      | 54    | 23    |
| Vasco da Gama     | 1.ª               | 2025              | 16                  | 10                  | 6                | 1                | 8                     | 5                     | 10                     | 6                      | 40    | 22    |
| Vasco da Gama     | Total             | Total             | 72                  | 32                  | 16               | 8                | 8                     | 5                     | 19                     | 10                     | 115   | 55    |
| Total na carreira | Total na carreira | Total na carreira | 375                 | 161                 | 28               | 10               | 10                    | 5                     | 19                     | 10                     | 432   | 186   |

- a. ^ Jogos da Copa Chile, Copa Argentina e Copa do Brasil
- b. ^ Jogos da Copa Sul-Americana
- c. ^ Jogos do Campeonato Carioca

## Títulos
Villa San Carlos
- Primera B Metropolitana: 2012-13

Gimnasia
- Copa Cidade Ensenada: 2016
- Copa Banco Provincia: 2017

Belgrano
- Primera B Nacional: 2022[76]
- Taça Schneider: 2019
- Copa Alejandro Lembo (Uruguai): 2023
- Taça Juan Carlos Mameli (Uruguai): 2023

Vasco da Gama
- Troféu Serie Río de La Plata: 2024 (Pablo Guiñazú / Juan Ahuntchain)[77][78]

### Prêmios individuais
- Melhor jogador do mês do Campeonato Brasileiro: Setembro de 2023[79]
- Seleção Sofascore dos jogadores estrangeiros do Campeonato Brasileiro: 2023[80], 2024[81]
- Seleção da Copa do Brasil: 2024[82]
- Seleção Sofascore da Copa do Brasil: 2024[83]
- Seleção do Campeonato Carioca: 2025[84]

### Artilharias
Villa San Carlos
- Primera B Metropolitana: 2012-13 (24 gols)[85]

Instituto
- Primera B Nacional: 2018-19 (15 gols)

Belgrano
- Primera B Nacional: 2022 (17 gols)
- Primera División: 2023 (13 gols)

Vasco da Gama
- Copa do Brasil: 2024 (7 gols)
- Campeonato Carioca: 2025 (6 gols)

### Recordes e marcas
- Primeiro jogador a ser artilheiro das três principais divisões do futebol argentino.[24]
- Primeiro jogador a ser artilheiro das duas principais divisões do futebol argentino em temporadas consecutivas (2022 e 2023).[24]
- Segundo maior artilheiro da história do Belgrano em competições da AFA.[24]

- Segundo estrangeiro com mais gols na história do Vasco da Gama.[86]
- Estrangeiro com mais gols na história do Vasco da Gama no Campeonato Brasileiro.[87]
- Estrangeiro com mais gols pelo Vasco da Gama no Século XXI[88]
- Top-3 artilheiros do Vasco da Gama no Século XXI.[89]